# 倉島節尚
倉島 節尚（くらしま ときひさ、1935年5月5日 - 2020年4月）は、日本の国語辞典編集者。三省堂において国語辞典、古語辞典の編集を担当し、『大辞林』初版刊行時の編集長として知られる。三浦しをんの小説『舟を編む』の主人公のモデルの1人ともいわれる。大正大学教授、国立国語研究所「外来語」委員会の委員も務めた。

## 略歴
1935年現在の長野県佐久市に生まれる。
1959年に東京大学文学部国語国文学科を卒業し、三省堂に入社、新人研修後三省堂編修所に配属される。初めての担当は、1962年に刊行された『明解古語辞典』新版のための改訂作業。その後、当時書名の決まっていなかった辞典、企画番号#231（後の『大辞林』）の編集担当となる。
1974年 に三省堂が会社更生法に基づく手続き開始の申し立てを行い、倒産した際には多くの大型企画が廃止と判断されるが、『大辞林』と『時代別国語辞典』は継続が認められる。1984年に三省堂が更生計画を達成した後、1988年11月に編集長として『大辞林』初版刊行に立ち会う。三省堂では出版局長、常務取締役を務めた。
1990年に大正大学文学部教授に就任。1999年『新小辞林』第五版（1999年）編集委員に名を連ねる（編者は三省堂編修所）。2008年に大正大学教授を退任。名誉教授となる。
2020年4月没。

## 著書
- 「辞書は生きている 国語辞典の最前線」1995年 ほるぷ出版 ISBN 9784593535187
- 「辞書と日本語 国語辞典を解剖する」2002年 光文社新書 ISBN 9784334031763
- 「日本語辞書学への序章」2008年 大正大学出版会
- 『辞林探究 言葉そして辞書』おうふう, 2015
- 『見て読んでよくわかる!日本語の歴史』全4巻　こどもくらぶ 編. 筑摩書房, 2017-18
- 『中高生からの日本語の歴史』ちくまプリマー新書 2019

### 共編著
- 「日本辞書辞典」共著 1996年 おうふう ISBN 4273028905
- 「幕末の日本語研究 S.R.ブラウン会話日本語 - 複製と翻訳・研究」加藤知己共編著 1998年 三省堂 ISBN  4385358273
- 「幕末の日本語研究 W.H.メドハースト英和・和英語彙 - 複製と翻訳・研究」加藤知己共編著 2000年 三省堂 ISBN 4385359628
- 「活字印刷と日本語」（「現代日本語講座6文字・表記」）2002年 明治書院 ISBN 9784625413100
- 「宝菩提院本　類聚名義抄」2002年 大正大学出版会 ISBN 4-924297-11-9
- 「宝菩提院本　類聚名義抄和訓索引」2006年 大正大学出版会 ISBN 4-924297-38-0
- 「日本語辞書学の構築」2006年 おうふう
- 「ことわざ-慣用句・故事成語・四字熟語 （ポプラディア情報館）」監修　2008年 ポプラ社 ISBN 978-4-591-10087-5
- 「検定クイズ100 ことわざ （ポケットポプラディア）」監修 2009年 ポプラ社 ISBN 978-4591118658
- 『写真で読み解くことわざ大辞典』監修. あかね書房, 2011
- 『言葉は大事だ!じてん :あいさつ・マナー・敬語』全3巻 監修 新日本出版社, 2014

### 編纂
- 「杉楊枝」1976年 古典文庫
- 「続落久保物語」1981年 古典文庫
- 「本朝美人鑑」 1985年 古典文庫
- 「やうきひ物語」1986年 古典文庫
- 「近世怪奇談」1992年 古典文庫

## インフォーマントとして
金田一春彦の論文「アクセントから見た日本祖語と字音語」に佐久方言アクセントのインフォーマントとして参加している（『金田一春彦著作集』第7巻所収）。